# Kutambaru (Kutambaru)
Kutambaru is een bestuurslaag in het regentschap Langkat van de provincie Noord-Sumatra, Indonesië. Kutambaru telt 3916 inwoners (volkstelling 2010).